# Observatorio McMath-Hulbert
El Observatorio Solar McMath-Hulbert (nombre original en inglés: McMath-Hulbert Observatory) es una instalación astronómica fuera de servicio regular situada en la localidad de Lake Angelus, Míchigan.

## Historia
El observatorio fue establecido en 1929 como observatorio privado por Francis Charles McMath y Robert Raynolds McMath (padre e hijo) y su amigo el juez Henry Hulbert. En 1932 se cedió el observatorio a la Universidad de Míchigan, que lo operó hasta 1981, momento en el que pasó a ser de propiedad privada otra vez.
En 1932 se añadió al observatorio un telescopio reflector de 10,5-pulgadas (270 mm), así como un espectroheliocinematógrafo. Este instrumento se diseñó para tomar secuencias del sol en movimiento. 
El Observatorio Solar McMath-Hulbert fue principalmente conocido por las filmaciones realizadas por los McMath de varios fenómenos celestes, incluyendo las primeras películas de protuberancias solares en movimiento. Trabajos posteriores implicaron tareas de espectroscopia solar en radiación infrarroja y la participación en un programa de observación de fulguraciones solares en los años 1950.
Robert McMath y uno de los astrónomos residentes, Keith Pierce, establecieron en 1962 el Telescopio Solar MacMath-Pierce en el Observatorio Nacional de Kitt Peak, cercano a Tucson (Arizona).
Desde 1981 el Observatorio Solar McMath-Hulbert es de titularidad privada, siendo operado por una pequeña organización de astrónomos aficionados sin ánimo de lucro.